# Montefiascone
Montefiascone är en stad och kommun i provinsen Viterbo i regionen Lazio i Italien. Kommunen hade 13 387 invånare (2018) och gränsar till kommunerna Bagnoregio, Bolsena, Capodimonte, Gradoli, Marta, San Lorenzo Nuovo och Viterbo. Den romerska vägen Via Cassia går igenom staden.
Montefiascone är känt för vinet Est! Est!! Est!!!.

## Bilder
| - Katedralen i Montefiascone. |